# Bencah Kesuma
Bencah Kesuma is een bestuurslaag in het regentschap Rokan Hulu van de provincie Riau, Indonesië. Bencah Kesuma telt 2826 inwoners (volkstelling 2010).